# Ambarvalia
Het ambarvalia was een Romeins godsdienstig feest in de lente, waarbij het priestercollege der fratres arvales (akkerbroeders) in ritmische tred om de akkers schreed onder het aanheffen van oude spreuken om de vruchtbaarheid van het land te verzekeren. Na de omgang werden offers gebracht, oudtijds aan Mars later aan de Dea Dia, een vruchtbaarheidsgodin.